# Листок пана Дрібнички
«Листок пана Дрібнички» — оповідання англійського письменника Дж. Р. Р. Толкіна про художника-перфекціоніста, який не встиг закінчити своєї картини через те, що був змушений відправитися в подорож. Написане, ймовірно, в період 1938—1939 років, опубліковане в січні 1945. Містить філософські та моральні алегорії. Оповідання відображає фундаментальну філософію багатьох творів автора, бачення автором процесу творчості і самого життя.
Українською мовою оповідання опубліковане видавництвом «Астролябія» у 2009 році в збірці «Сказання з небезпечного королівства» в перекладі Катерини Оніщук.

## Сюжет
Історія розповідає про художника на ім'я Дрібничка (англ. niggle), що живе в суспільстві, яке не цінує мистецтво. Живучи лише заради себе, якось він розпочинає малювати полотно з чудовим деревом і лісом, що видніється на горизонті. Він старанно вимальовує кожен листочок дерева, прагнучи зробити їх всі оригінальними і прекрасними. Зрештою, він забуває про всі свої інші картини, або ліпить їх всі до картини з Деревом, яке і стає головним втіленням його творчості. Проте Дрібничка стикається з багатьма земними труднощами і обов'язками, що мішають йому зайнятися картиною з належним підходом, отож врешті-решт вона так і залишається незавершеною і недотвореною.
Десь в голові, Дрібничка знає що він змушений буде скоро відправитися в подорож, отож він мусить зібратися й підготувати свій багаж. Також, по сусідству з Дрібничкою живе садівник на ім'я Парохій, що часто просить йому чимось допомогти. Парохій кульгає, а його жінка — хворіє, і дійсно потребує допомоги. Дрібничка, маючи м'яке серце, допомагає, але робить це завжди неохоче, бо він краще волів би попрацювати над картиною. Також Дрібничка має інші нагальні справи, які потребують його уваги і часу, і які заважають йому зайнятися картиною. Зрештою, сам Дрібничка підхоплює важку застуду, попавши під зливу, виконуючи прохання Парохія.
Врешті-решт, час Дрібнички спливає, і він змушений відправитися в подорож, якої ніяким чином не може уникнути. Він взагалі не приготувався до неї, і як результат він опиняється в лазареті, що радше нагадував в'язницю, і в якому він день за днем змушений виконувати чорну ручну роботу.
Проходить час (за відчуттями самого Дрібнички, близько ста років). Він звикає до тамтешнього режиму, починає ніби радіти тому, що має, перестає постійно метушитися. Тоді його відправляють на суд, де два голоси обговорюють його минуле життя. Зрештою, Дрібничку відправляють на «м'який режим». Наступного дня він сідає на потяг, що прямує на безіменну станцію, і опиняється в новому місці. Так, зовсім скоро Дрібничка розуміє, що опинився у світі своєї власної незакінченої картини Дерева й Лісу. Це місце було абсолютним відображенням його творчих бачень, а не недосконалою і незакінченою версією його малюнку.
Дрібничка зустрічає свого старого сусіда, Парохія, який тепер доводив свою цінність як садівника, і разом вони роблять Дерево й Ліс ще кращим. Зрештою, Дрібничка йде далі й глибше, за Гори, які він лише слабко намітив в своїй картині.
Пройшов час. Картина Дрібнички знищується, (залишається лише її клаптик із листком, з якого все розпочиналось, але з часом і він зникає), а про нього самого згадують як про недолугого коротуна, що не приніс жодної користі суспільству.  А тим часом два Голоси, що виносили вердикт Дрібничці, схвально обговорюють місце, створене ним і Парохієм. Безіменна раніше станція тепер носить їхні імена.

## Історія створення
Про створення «Листка пана Дрібнички» Толкін писав в листі до видавця Стенлі Анвіна:
|                                                                                    | Ця історія була єдиною річчю із всі що я коли-небудь творив, творення якої не коштувало і найменших зусиль. Зазвичай я пишу з превеликими труднощами і безкінечним переписуванням. Я прокинувся одного ранку (більше 2 років тому), і ця дивна річ була практично готовою в моїй голові. Це зайняло всього кілька годин перенести її на папір, та потім переписати начисто. Я не впевнений, що коли-небудь „думав“ про історію, не творив її в звичному сенсі слова … „Дрібничка“ настільки не подібний на будь-яке інше оповідання, що я коли-небудь писав, чи розпочинав, що я дивуюся, чи вони взагалі підходять одні одному. Два інших, цього ж настрою та стилю, залишаються просто бруньками, що лише розпускаються, яких у бідолахи Дрібнички було багато. |
| — Дж. Толкін, Х. Карптентер. "Листи Дж. Р. Р. Толкіна". Лист №98. До Стенлі Анвіна | |

Щодо дати події, описаної в листі, існують суперечливі свідчення. У листі 1962 року до своєї тітки Толкін писав, що оповідання, як видиться, було створено перед початком Другої світової війни, і вперше було прочитане друзям на початку 1940 року. В передмові до збірки «Дерево і лист» (1964) він визначив час написання періодом 1938—1939 років. Однак, на думку дослідників творчості письменника Вейна Гаммонда та Кристини Скалл, більш правдоподібною датою написання твору є квітень 1942 року — в листі поету Алану Руку від 23 квітня 1943 року Толкін вказав, що написав цю історію «в цей же самий час минулого року».
У квітні 1944 року Толкін отримав лист від Т. Грегорі, редактора ірландського католицького журналу Dublin Review, який попросив автора надати для публікації один зі своїх творів. 12 жовтня 1944 року Толкін відправив йому текст оповідання, який був опублікований у січні 1945 року. Ще до публікації, про «Лист Ніґґлевого пензля» позитивно відгукнувся син видавця творів Толкіна Стенлі Анвіна, Девід Северн (який у дитинстві одним із перших читав багато із творів Толкіна, включаючи Гобіта та Володаря перснів, ще до їх публікації, і навіть до створення їх фінальних версій). Девід запропонував батькові видати «Лист» разом з іншими оповіданнями  автора. Як наслідок, в 1964 році видавництво Allen & Unwin опублікувало «Лист пана Дрібнички» у збірці «Дерево та лист», в якій також було включено ессей Толкіна «Про чарівні історії».
Англійською «Листок пана Дрібнички» також видавався в збірці «The Tolkien Reader» (1966), «Poems and Stories» (1980) та «Казки Чарівної країни» (1997, перевид. 2007 з ілюстраціями Алана Лі).

## Аналіз
Якщо розглядати «Листок пана Дрібнички» з релігійної точки зору, то чітко видніється алегорія життя, смерті, чистилища та раю. Дрібничка не підготовлений до своєї невідворотньої подорожі, як люди часто бувають не підготовлені до невідворотньої смерті. Час, проведений в лазареті та подальші пригоди в світі власної картини репрезентують відповідно чистилище та рай.
Але «Листок пана Дрібнички» можна інтерпретувати також як відображення релігійної філософії Толкіна щодо процесів творення та суб-творення (creation та sub-creation). Згідно з цією концепцією, справжнє творення це сфера виключно Бога, і ті, хто прагнуть творити можуть зрештою породити лише ехо (добре) або насмішку (погане) правди. Пре-творення праць, що вторять справжнім творінням Бога — це один із способів, яким смертні славлять Бога. Ця концепція є видною в інших працях Толкіна, зокрема в Сильмариліоні — там один із Валар, Моргот, створює расу орків в якості кепської насмішки над ельфами. Інший Валар, Ауле, створює расу гномів як акт пре-твореня, яким він вшановує Еру Ілуватара (аналога Бога в творах Толкіна), і яку той визнає і робить реальною, так само як стало реальним Дрібничкове Дерево. Дрібничкові прагнення до правди та краси (Божі творіння) знайшли своє відображення в його головній роботі; після смерті, Ніґґль нагороджений за це можливістю втілити і зробити їх реальними. Або, по іншому, Дрібничкове дерево завжди існувало — він просто відобразив його (недосконало) в свому полотні. З точки зору метанаративу, Арда Толкіна є сама по собі пре-творенням, розроблена задля величання істинних історій справжнього світу. Таким чином, легендаріум Середзем'я, незважаючи на свою не надто релігійність, може бути інтерпретованим як фундаментально релігійна праця.
Автобіографічна інтерпретація твору ставить самого Толкіна на місце Дрібнички — як у земних сенсах, так і в духовних. Толкін був так само помішаний на своїх творах, на їх перевірках та переробках, бажав досягти досконалості в формі, в «реальності» вигаданого світу, його мов, хронології, побуті. Автор, як і сам герой, зрештою закинув усі інші роботи, або втілив їх у головному свому «Дереві», Середзем'ї.  Як і Дрібничка, Толкін зіткнувся з багатьма труднощами і справами, що відривали його від роботи, яку він любив; як і Дрібничка, Толкін був жахливим прокрастинатором. І, зрештою, як і Дрібничка, Толкін так і не встиг завершити свою головну працю.

## Український переклад
- Толкін Дж. Р. Р. Сказання з Небезпечного Королівства / Переклад з англійської: Катерина Оніщук і Олена О'Лір. — Львів: Астролябія, 2009. — 400+XXXII с. ISBN 978-966-8657-41-2
  - Листок пана Дрібнички (Переклала Катерина Оніщук)[3]
- Толкін Дж. Р. Р. Сказання з Небезпечного Королівства / Переклад з англійської: Катерина Оніщук і Олена О'Лір. — 2-ге, доопрацьоване видання. — Львів: Астролябія, 2016. — 384 с. ISBN 978-617-664-084-4
  - Листок пана Дрібнички (Переклала Катерина Оніщук)[К 1][4]